# Julius Berger Football Club
Pour les articles homonymes, voir Julius Berger et Berger.
Maillots
Le Julius Berger Football Club est un club nigérian de football basé à Lagos.

## Histoire
Le club participe à trois reprises à la Ligue des champions africaine, en 1992, 2001 et 2004.
Il dispute également à trois reprises la Coupe d'Afrique des vainqueurs de coupe, en 1995, 1997 et 2003. Il atteint par deux fois la finale de cette compétition, tout d'abord en 1995 où il est battu par le club algérien de la JS Kabylie, puis en 2003, où il s'incline face à l'équipe tunisienne de l'Étoile sportive du Sahel.

## Palmarès
- Championnat du Nigeria (2)
  - Champion : 1991, 2000

- Coupe du Nigeria (2)
  - Vainqueur : 1996, 2002
  - Finaliste : 1994

- Supercoupe du Nigeria (2)
  - Vainqueur : 2000 et 2002.

- Coupe d'Afrique des vainqueurs de coupe
  - Finaliste : 1995, 2003

## Anciens joueurs
- Mutiu Adepoju
- Yakubu Aiyegbeni
- Jonathan Akpoborie
- Emmanuel Amunike
- Prince Ikpe Ekong
- Endurance Idahor
- Garba Lawal
- Oliver Makor
- Obinna Nwaneri
- Christopher Ohen
- Isaac Okoronkwo
- Sunday Oliseh
- Samson Siasia
- Taribo West
- Rashidi Yekini